# Rosavin
Rosavina es un alcohol de cinamilo glucósido encontrado en la planta Rhodiola rosea. Se cree que es uno de los compuestos responsables de las acciones antidepresivas y ansiolíticas de esta planta, junto con salidrosida.